# Lanave
Lanave (aragonesisch A Nau) ist ein spanischer Ort in der Provinz Huesca der Autonomen Gemeinschaft Aragonien. Lanave, im Pyrenäenvorland, gehört zur Gemeinde Sabiñánigo. Der Ort hatte im Jahr 2015 zwei Einwohner.

## Geographie
Der Ort liegt etwa 14 Straßenkilometer südlich von Sabiñánigo an der N330.